# Nazionale femminile di calcio del Mali
La nazionale di calcio femminile del Mali è la rappresentativa calcistica femminile internazionale del Mali, gestita dalla locale federazione calcistica (FEMAFOOT).
In base alla classifica emessa dalla FIFA il 15 marzo 2024, la nazionale femminile occupa l'81º posto del FIFA/Coca-Cola Women's World Ranking.
Come membro della Confédération Africaine de Football (CAF), partecipa a vari tornei di calcio internazionali, come al Campionato mondiale FIFA, alla Coppa delle nazioni africane femminile, ai Giochi olimpici estivi e ai tornei a invito. Oltre alla CAF, come le altre nazionali di calcio che rappresentano il Mali negli incontri internazionali, è membro della West Africa Football Union (WAFU), che raggruppa le federazioni dell'Africa occidentale.
Il miglior risultato conseguito dalla nazionale femminile maliana è la vittoria all'edizione 2007 del Tournoi des Cinq Nations. Ha partecipato per sette volte alla fase finale della Coppa delle nazioni africane femminile, terminando al quarto posto l'edizione 2018.

## Storia
Alla sua partecipazione a competizioni ufficiali, la nazionale del Mali superò le qualificazioni al campionato africano 2002, battendo prima la Costa d'Avorio e poi il Marocco. Nella fase finale venne inserita nel gruppo A assieme a Ghana, Nigeria ed Etiopia, concludendo al terzo posto con un solo punto ottenuto col pareggio con la nazionale etiope, venendo così eliminata dalla manifestazione. Il Mali si qualificò alla fase finale delle successive quattro edizioni del campionato africano, non riuscendo, però, a superare la fase a gironi. Ottenne la sua prima vittoria nel corso della fase finale nell'edizione 2006, battendo la RD del Congo. Tornò a disputare la fase finale nel 2016, in quella che rappresentò la prima edizione con la nuova denominazione "Coppa delle nazioni africane", venendo, anche in quest'occasione, eliminata nella fase a gironi. Nell'edizione 2018 della Coppa delle nazioni africane il Mali riuscì a superare per la prima volta la fase a gironi, grazie al secondo posto nel gruppo A alle spalle del Camerun, raggiunto con le vittorie su Ghana e Algeria. Il Mali venne sconfitto in semifinale dal Sudafrica e nella finale per il terzo posto dal Camerun, mancando così l'accesso alla fase finale del campionato mondiale 2019, al quale accedevano le prime tre classificate.

## Partecipazione ai tornei internazionali
Legenda: Grassetto: Risultato migliore, Corsivo: Mancate partecipazioni